# 精神三變
精神三變（德語：drei Verwandlungen）是德國哲學家尼采於他的《查拉圖斯特拉如是說》提出的一個概念。以三種生物：駱駝、獅子、嬰兒來譬喻人類精神的變化。精神會由駱駝變成獅子，再由獅子變成嬰兒。駱駝代表的是背負傳統道德的束縛，獅子則是象徵勇於破壞傳統規範的精神，最後的嬰兒則是代表破壞後創造新價值的力量。